# Astracija
Astracija je ciklički proces koji uključuje integraciju međuzvjezdane tvari u novoformirane zvijezde, njegovo pretvaranje u teže elemente nuklearnom fuzijom u jezgrama zvijezda, te vraćanje u međuzvjezdani prostor eksplozijom supernove ili nekim sličnim procesom. Ovaj proces rezultira stalnim povećavanjem udjela težih elemenata u galaksijama.